# Nienormatywność
Nienormatywność – zjawisko polegające na przekraczaniu normy. 
Pojęcie nienormatywności stosowane jest m.in. w naukach społecznych, przede wszystkim w psychologii i socjologii, na określenie zachowań wykraczających poza normę społeczną. Zachowanie nienormatywne może mieć charakter stały lub epizodyczny. W przypadku trwałych zachowań nienormatywnych można mówić o kształtowaniu się  tożsamości nienormatywnej.